# Kofinas
Kofinas (in greco Κόφινας?) è un ex comune della Grecia nella periferia di Creta (unità periferica di Candia) con 5 338 abitanti secondo i dati del censimento 2001.
È stato soppresso a seguito della riforma amministrativa, detta Programma Callicrate, in vigore dal gennaio 2011 ed è ora compreso nel comune di Gortyna.
È situato nella parte meridionale dell'isola, affacciato sul Mar libico.

## Geografia fisica
Il territorio è montuoso Vi si trovano le montagne costiere di Kofina, nude e selvagge dal versante interno, più verdi nel versante marino.

## Accesso
Due sono le strade che conducono al comune
- Da Iraklio la strada passa da -Peza-Choudetsi-Pretirio-Asimi
- Dal Sud la strada Mires-Loures-Asimi.

Il breve tratto di costa meridionale appartenente al comune è di difficile accesso.
Da Iraklio funziona un servizio di autolinee.

## Storia
I ritrovamenti archeologici attestano che il territorio di Kofina fu abitato in epoca minoica.
In località Argio vicino al capoluogo è stato rinvenuto un centro abitato di epoca ellenistica. In località Atsipades sono stati portati alla luce utensili dell'età del bronzo. All'epoca del dominio veneziano vi fu costruito il castello di Bonifacio di cui si possono vedere i ruderi a Psilò Kastelli nella circoscrizione comunale di Akria.

## Natura
- La spiaggia e la gola di Tripiti
- La grotta di Avakospilioo Varvako, vicino al monastero di Kodouma con stalattiti e stalagmiti
- La grotta di Sant'Antonio più spettacolare della precedente ma di più difficile accesso. Dal monastero di Kouduna si dipana un sentiero percorribile a piedi in un'ora

## Monumenti. Luoghi storici
- Il monastero di San Giovanni Kodoumas, dedicato alla dormizione della Vergine giace su una baia della costa. La chiesa costruita in parte in una grotta è in una suggestiva posizione.

## Centri abitati

### Asimi
Asimi, un villaggio di circa 1 100 abitanti, è la sede del municipio. Costruito ad un'altezza di 290 metri dista 51 km da Iraklio. La prima menzione del villaggio è in un documento notarile risalente al 1280. Vicino ci sono i resti di una città ellenistica.

### Atsipades
Atsipades è un villaggio posto su una collina di 460 metri in posizione dominante sulla circostante pianura di Messara.
È nominato per la prima volta in un documento del 1248 e il suo nome appare sempre nei censimenti successivi. Nei suoi dintorni si trovano numerose chiesette,  fra cui la più interessante è quella di Agia Paraskevi se non altro per la sua posizione idilliaca vicino a sorgenti naturali in un luogo molto verde.

### Kasteli
Sette km a nord de Asimi dove su una collina di 400 metri si trovano i ruderi della fortezza veneziana di Bonifacio

### Dionysi
Villaggio sui fianchi dei monti Artemisi a 250 km di altezza. Deve il suo nome ad una chiesa dedicata a San Dionigi in cui onore si svolge una festa il 3 ottobre.

### Panagia
Un altro villaggio sul fianco dei monti Artemisi, a 250 metri di altezza. Nelle vicinanze, in località Patera sono stati trovati monili ed idoli votivi dell'epoca minoica di mezzo, così come monete di epoca ellenistica e romana.

### Sternes
Sternes, il cui nome significa cisterne, è un villaggio di 420 abitanti sulle falde dei monti Artemisi, ad un'altezza di 310 metri

### Stoli
Stoli è un villaggio agricolo di 600 abitanti che forma quasi un'unica agglomerazione con il vicino paese di Inia.

## Amministrazione

### Gemellaggi
- Marano sul Panaro, dal 2002